# Як ішов я з Дебречина додому
Як ішов я з Дебречина додому — українська народна пісня. Розповідає про похід хлопця з міста Дебречин (нині Угорщина) і його пригоди по дорозі додому, у Лемківщину, де йому зустрічається чорна курка, вишита хустка і спогади про дівчину.
Є у різних виконаннях:
- ВІА «Ватра».
- Хор «Дударик».
- Гуцульські троїсті музики.
- Анатолій Солов'яненко.
- Капела бандуристів «Карпати».
- Піккардійська терція.
- Національна заслужена капела бандуристів України імені Георгія Майбороди.
- І багато авторських виконань.